# Растушје
Растушје је насељено место у саставу општине Подцркавље у Бродско-посавској жупанији, Република Хрватска.

## Историја
До територијалне реорганизације у Хрватској налазило се у саставу старе општине Славонски Брод. Западно од села, у шуми, су извор Св. Петке и српска православна капела Свете Петке.

## Становништво
На попису становништва 2011. године, Растушје је имало 295 становника.

## Попис1991.
На попису становништва 1991. године, насељено место Растушје је имало 302 становника, следећег националног састава:
| Попис 1991.‍  | Попис 1991.‍  | Попис 1991.‍ | Попис 1991.‍ | Попис 1991.‍ |
| ------------ | ------------ | ----------- | ----------- | ----------- |
|              |              |             |             |             |
| Хрвати       | Хрвати       |             | 291         | 96,35%      |
| Срби         | Срби         |             | 1           | 0,33%       |
| остали       | остали       |             | 1           | 0,33%       |
| неопредељени | неопредељени |             | 1           | 0,33%       |
| непознато    | непознато    |             | 8           | 2,64%       |
| укупно: 302  |              |             |             |             |